# Novak Djokovic
Novak Djokovic (kyrilliske alfabet: Новак Ђоковић, tr. Novak Đoković, født 22. maj 1987 i Beograd, Jugoslavien) er en serbisk tennisspiller, der blev professionel i 2003, der pr. november 2023 er rangeret som nr. 1 på ATP's tennisrangliste. Djokovic har i juni 2023 været placeret som nr. 1 på tennisranglisten i samlet 388 uger over en periode på 12 år, hvilket er rekord, og har tillige afsluttet året som nr. 1 syv gange, hvilket også er rekord.
Djokovic spillede i 2011 sin hidtil suverænt bedste sæson, da han vandt intet mindre end 43 kampe i træk. Den lange sejrsrække sluttede i semifinalen af French Open 2011, da han tabte i 4 sæt til Roger Federer. Efterfølgende vandt han både Wimbledon og US Open. I begge finaler besejrede han spanieren Rafael Nadal.
Novak Djokovic har vundet 24 grand slam-titler i single, hvilket er rekord.

## Grand Slam
Djokovic vandt sin første Grand Slam-turnering i singlerækkerne ved Australian Open i 2008, hvor han som bare 20-årig vandt efter finalesejr i 4 sæt over franskmanden Jo-Wilfried Tsonga. I 2011 vandt han både Australian Open, Wimbledon og US Open.
Efter to år uden Grand Slam-titler vandt Djokovic igen Wimbledon og US Open i 2018 og Australian Open i 2019, 2020, 2021 og 2023 samt French Open i 2021 og 2023.
Djokovic har vundet 24 Grand Slam-titler i single pr. september 2023. De 10 titler i Australian Open er rekord. Seneste glam slam-titel i US Open blev vundet i en alder af 36 år, hvilket også giver Djokovic rekorden som den ældste US Open-vinder i den åbne æra.

## Privat
Djokovic er kendt for flere imitationer af sine medspillere, som han er ven med mange af. Han er bl.a. kendt for imitationen af Rafael Nadal og Marija Sjarapova efter sin sejr i US Open-kvartfinalen over Carlos Moyà i 2007. Han har fået tilnavnet "Djoker".
Han blev gift med landsmanden Jelena Ristic i juli 2014. Sammen har de to børn, sønnen Stefan (2014) og datteren Tara (2017).

## ATP-titler
- 2006 – Amersfoort (Nicolás Massú, 7–6 (7–5), 6–4)
- 2006 – Metz (Jürgen Melzer, 4–6, 6–3, 6–2)
- 2007 – Adelaide (Chris Guccione, 6–3, 6–7 (6), 6–4)
- 2007 – Estoril (Richard Gasquet, 7–6 (7), 0–6, 6–1)
- 2007 – Vienna (Stanislas Wawrinka, 6–4, 6–0)
- 2009 – Dubai (David Ferrer, 7–5, 6–3)
- 2009 – Beograd (Łukasz Kubot, 6–3, 7–6 (0))
- 2009 – Beijing (Marin Čilić, 6–2, 7–6 (4))
- 2009 – Basel (Roger Federer, 6–4, 4–6, 6–2)
- 2010 – Dubai (Mikhail Youzhny, 7–5, 5–7, 6–3)
- 2010 – Beijing (David Ferrer, 6–2, 6–4)
- 2011 – Dubai (Roger Federer, 6–3, 6–3)
- 2011 – Beograd (Feliciano López, 7–6 (4), 6–2)
- 2012 – Beijing (Jo-Wilfried Tsonga, 7–6 (4), 6–2)
- 2013 – Dubai (Tomáš Berdych, 7–5, 6–3)
- 2013 – Beijing (Rafael Nadal, 6–3, 6–4)
- 2014 – Beijing (Tomáš Berdych, 6–0, 6–2)

## ATP Masters Series-titler
- 2007 – Miami (Guillermo Cañas, 6–3, 6–2, 6–4)
- 2007 – Montreal (Roger Federer, 7–6 (2), 2–6, 7–6 (2))
- 2008 – Indian Wells (Mardy Fish, 6–2, 5–7, 6–3)
- 2008 – Rom (Stanislas Wawrinka), 4–6, 6–3, 6–3)
- 2009 – Paris (Gaël Monfils, 6–2, 5–7, 7–6 (3))
- 2011 – Indian Wells (Rafael Nadal, 4–6, 6–3, 6–2)
- 2011 – Miami (Rafael Nadal, 4–6, 6–3, 7–6 (4))
- 2011 – Madrid (Rafael Nadal, 7–5, 6–4)
- 2011 – Rom (Rafael Nadal, 6–4, 6–4)
- 2011 – Montreal (Mardy Fish, 6–2, 3–6, 6–4)
- 2012 – Miami (Andy Murray, 6–1, 7–6 (4))
- 2012 – Toronto (Richard Gasquet, 6–3, 6–2)
- 2012 – Shanghai (Andy Murray, 5–7, 7–6 (11), 6–3)
- 2013 – Monte Carlo (Rafael Nadal, 6–2, 7–6)
- 2013 – Shanghai (Juan Martín del Potro, 6–1, 3–6, 7–6 (3))
- 2013 – Paris (David Ferrer, 7–5, 7–5)
- 2014 – Indian Wells (Roger Federer, 3-6, 6-3, 7-6)
- 2014 – Miami (Rafael Nadal, 6–3, 6–3)
- 2014 – Rom (Rafael Nadal, 4–6, 6–3, 6–3)
- 2014 – Paris (Milos Raonic, 6–2, 6–3)
- 2015 – Indian Wells (Roger Federer, 6–3, 6–7, 6–2)
- 2015 – Miami (Andy Murray, 7–6, 4–6, 6–0)
- 2015 – Monte Carlo (Tomáš Berdych, 7–5, 4–6, 6–3)
- 2015 – Rom (Roger Federer, 6–4, 6–3)

## ATP Masters Cup-titler
- 2008 – Shanghai (Nikolay Davydenko, 6–1, 7–5)
- 2012 – London (Roger Federer, 7–6 (6), 7–5)
- 2013 – London (Rafael Nadal, 6–3, 6–4)
- 2014 – London (Roger Federer, walkover)
- 2015 – London (Roger Federer, 6–3, 6–4)

## Grand Slam-titler
- 2008 – Australian Open (Jo-Wilfried Tsonga, 4–6, 6–4, 6–3, 7–6 (2))
- 2011 – Australian Open (Andy Murray, 6–4, 6–2, 6–3)
- 2011 – Wimbledon (Rafael Nadal, 6–4, 6–1, 1–6, 6–3)
- 2011 – US Open (Rafael Nadal, 6–2, 6–4, 6–7 (3), 6–1)
- 2012 – Australian Open (Rafael Nadal, 5–7, 6–4, 6–2, 6–7 (5), 7–5)
- 2013 – Australian Open (Andy Murray, 6–7 (2), 7–6 (3), 6–3, 6–2)
- 2014 - Wimbledon (Roger Federer, 6-7 (7-9), 6-4, 7-6 (7-4), 5-7, 6-4)
- 2015 – Australian Open (Andy Murray, 7–6 (5), 6–7 (4), 6–3, 6–0)
- 2015 – Wimbledon (Roger Federer, 7-6 (7-1), 6-7 (10-12), 6-4, 6-3)
- 2015 – US Open (Roger Federer), 6–4, 5–7, 6–4, 6–4)
- 2016 – Australian Open (Andy Murray, 6-1, 7-5, 7-6 (3))
- 2016 – French Open (Andy Murray, 3-6, 6-1, 6-2, 6-4)
- 2018 – Wimbledon (Kevin Anderson, 6–2, 6–2, 7–6(7–3))
- 2018 – US Open (Juan Martín del Potro, 6–3, 7–6(7–4), 6–3)
- 2019 – Australian Open (Rafael Nadal, 6–3, 6–2, 6–3)
- 2019 – Wimbledon (Roger Federer, 7-6 (7-5), 1-6, 7-6(7-4),4-6,13-12(7-3))
- 2020 - Australian Open (Dominic Thiem	6–4, 4–6, 2–6, 6–3, 6–4)
- 2021 - Australian Open (Daniil Medvedev	7–5, 6–2, 6–2)
- 2021	- French Open (Stefanos Tsitsipas 6–7(6–8), 2–6, 6–3, 6–2, 6–4)
- 2021 - Wimbledon (Matteo Berrettini 6–7(4–7), 6–4, 6–4, 6–3)
- 2022 - Wimbledon (Nick Kyrgios 4-6, 6-3, 6-4, 7-6)
- 2023 – Australian Open (Stefanos Tsitsipas, 6-3, 7-6 (4), 7-6 (5))

## Grand Slam-resultater
| Turnering       | 2003 | 2004 | 2005 | 2006 | 2007 | 2008 | 2009 | 2010 | 2011 | 2012 | 2013 | 2014 | 2015 | 2016 | 2017 | 2018 | 2019 | 2020 |
| Australian Open | -    | -    | 1r   | 1r   | 4r   | V    | QF   | QF   | V    | V    | V    | QF   | V    | V    | 2r   | 4r   | V    | V    |
| French Open     | -    | -    | 2r   | QF   | SF   | SF   | 3r   | QF   | SF   | F    | SF   | F    | F    | V    | QF   | QF   | SF   |      |
| Wimbledon       | -    | -    | 3r   | 4r   | SF   | 2r   | QF   | SF   | V    | SF   | F    | V    | V    | 3r   | QF   | V    | V    |      |
| US Open         | -    | -    | 3r   | 3r   | F    | SF   | SF   | F    | V    | F    | F    | SF   | V    | F    | -    | V    | 4r   |      |

Tegnforklaring:
- – = Ikke deltaget
- 1 = Slået ud i 1. runde
- 2 = Slået ud i 2. runde
- 3 = Slået ud i 3. runde
- 4 = Slået ud i 4. runde
- QF = Slået ud i kvartfinalen
- SF = Slået ud i semifinalen
- F = Slået ud i finalen
- V = Vinder